# Fussballclub Kärnten
Il Fussballclub Kärnten fu una società calcistica austriaca con sede a Klagenfurt, esistita dal 1997 al 2009.

## Storia

### Nascita e successi
È nato dalla fusione tra i due grandi club della regione, l'Austria Klagenfurt (fondato nel 1920), e il Villacher SV. In origine prese la denominazione di Fussballclub Austria/VSV, cambiata nel 1999 per quella definitiva di FC Kärnten (in italiano Carinzia, dalla regione della quale Klagenfurt è capoluogo).
Poco dopo la nascita, nel 2001, raggiunse un grande successo con la vittoria, nella stessa stagione, del campionato di Erste Liga, della ÖFB-Cup e della ÖFB-Supercup. Sotto la guida tecnica dell'ex-nazionale Walter Schachner (2000-2002) il club si stabilizza in Bundesliga.

### Retrocessione e fallimento
Al termine della stagione 2003-2004 retrocede in Erste Liga e, due anni più tardi, in Regionalliga. Divenne il secondo club cittadino dopo la creazione, nel 2007, dell'Austria Kärnten, che aveva rilevato la licenza del Pasching.
Dopo una lunga crisi finanziaria, al termine del campionato 2008-2009 il Kärnten viene retrocesso nel campionato regionale. Ma tale iscrizione non viene mai formalizzata e la squadra viene dissolta.

## Palmarès

### Competizioni nazionali
- Campionato di Regionalliga: 1

1997-1998
- Campionato di Erste Liga: 2

1981-1982, 2000-2001
- Coppa d'Austria: 1

2000-2001
- Supercoppa d'Austria: 1

2001
- Tauernliga: 1

1954-1955

### Altri piazzamenti
- Campionato austriaco:

Terzo posto: 1985-1986
- Coppa d'Austria:

Finalista: 2002-2003
Semifinalista: 1985-1986
- Supercoppa d'Austria:

Finalista: 2003
- Erste Liga:

Secondo posto: 2019-2020